# Dan O'Herlihy
Daniel O'Herlihy (Wexford, 1 de mayo de 1919-Malibú, California, 17 de febrero de 2005) fue un actor cinematográfico y televisivo irlandés, nominado en su momento al Oscar al mejor actor.

## Primeros años
Nacido en Wexford, Irlanda, su familia se mudó a Dublín siendo él niño. Estudió en el Christian Brothers College de Dun Laoghaire y en el University College Dublin, graduándose en 1944 con un título de arquitectura.

## Carrera
O'Herlihy debutó en Hungry Hill y en el filme de Carol Reed Larga es la noche en 1947. Su primer papel cinematográfico en Estados Unidos fue el de Macduff en la película de Orson Welles Macbeth (1948). En 1952 protagonizó Invasion U.S.A., y en 1954 el filme de Luis Buñuel Robinson Crusoe, que le valió una nominación al Oscar al mejor actor (Marlon Brando lo ganó por On the Waterfront).
O'Herlihy trabajó posteriormente en The Young Land (1959) encarnando al juez Millard Isham. Otras películas en las que participó fueron Fail-Safe (1964, como el general Black), The Big Cube y 100 Rifles (ambas de 1969), Waterloo (1970, con el papel de Michel Ney), Halloween III: Season of the Witch (1982), The Last Starfighter (1984, como Grig), The Whoopee Boys (1986), The Dead (1987, de John Huston), y RoboCop y su secuela RoboCop 2.
También tuvo una extensa carrera televisiva, participando en shows como la serie de antología de la Columbia Broadcasting System The DuPont Show with June Allyson, o en Target: The Corruptors! (de la ABC), y El agente de CIPOL (episodio "The Yo-Ho-Ho and a Bottle of Rum Affair").
En 1963-1964 actuó en la serie western The Travels of Jaimie McPheeters, junto a Kurt Russell. En el show de la ABC The Long, Hot Summer, O'Herlihy fue el actor principal, reemplazando a Edmond O'Brien mediada la única temporada del programa. En 1966 participó en el episodio "Have You Seen the Aurora Borealis?", de la serie western de la NBC The Road West, protagonizada por Barry Sullivan. En 1974, y para la televisión británica, fue el Coronel Max Dodd en el drama de la BBC Colditz. En la segunda parte del episodio de Battlestar Galactica (1978) "Gun on Ice Planet Zero" fue el Dr. Ravishol. 
En 1988 apareció en el episodio The Coffin de la serie The Ray Bradbury Theater.
O'Herlihy también encarnó a Andrew Packard en la serie de culto Twin Peaks (1991), y en la entrega "Deep Freeze" de Batman: la serie animada dio voz a Grant Walker. En 1998 O'Herlihy actuó en su último film, The Rat Pack, interpretando a Joseph P. Kennedy.

## Vida privada
O'Herlihy se casó con Elsie Bennett en 1945. Fue el hermano del director Michael O'Herlihy (1928–1997) y padre del actor Gavan O'Herlihy, del artista visual Olwen O'Herlihy, y del arquitecto Lorcan O'Herlihy. Además fue abuelo de Cian Dowling, Colin O'Herlihy, Micaela O'Herlihy y Eilis O'Herlihy.
O'Herlihy falleció por causas naturales en Malibú (California), en 2005. Tenía 85 años de edad. Fue enterrado en el Cementerio Prospect Grave Yard de Gorey, Irlanda. Sus documentos personales se custodian en la University College Dublin. 

## Premios y distinciones
Premios Óscar
| Año  | Categoría   | Película        | Resultado |
| ---- | ----------- | --------------- | --------- |
| 1955 | Mejor actor | Robinson Crusoe | Nominado  |